# Merleyn
Merleyn, oorspronkelijk Muziek- en Danscafé Merleyn geheten, is een klein poppodium aan de Hertogstraat in de Nederlandse stad Nijmegen. Sinds 2008 is het een onderdeel van het grotere Nijmeegse poppodium Doornroosje.

## Geschiedenis
Medio 1997 veranderde de horecagelegenheid aan de Hertogstraat haar naam van HBO Trefcentrum in Merleyn. Het in 1978 geopende HBO Trefcentrum stond toen bekend onder de naam HBO Soos. De naamswijziging leidde tot een conflict met het regionaal bekende boscafé Merlijn uit Grafwegen. Het kleine podium, dat plaats biedt aan zo'n 150 bezoekers, fungeerde tot 2008 vooral als danscafé, maar had geruime tijd te kampen met lage bezoekersaantallen en financiële problemen. 

### Overname Doornroosje
In 2008 nam Doornroosje Merleyn over en sindsdien worden er bands en avonden geprogrammeerd die minder geschikt zijn voor het grotere Doornroosje. Middels deze opzet zijn de bezoekersaantallen van Merleyn weer fors gestegen.

### Activiteiten
Samen met partners als Doornroosje en Diogenes was Merleyn al betrokken bij de organisatie van Oranjepop. De voorrondes van de Roos van Nijmegen vinden ieder jaar plaats in Merleyn.